# بيدرو مونيوث
بيدرو مونيوث (بالإسبانية: Pedro Muñoz Zúñiga)‏ (9 يونيو 1986 في تشيلي - ) هو لاعب كرة قدم تشيلي في مركز الهجوم. لعب مع نادي أوهيجينس وكوريكو يونيدو وGeneral Velásquez ‏ ونادي كوبريسال وأونيفرسيداد دي كونسيبسيون ‏.

## وصلات خارجية
- بيدرو مونيوث على موقع قاعدة بيانات كرة القدم.إي يو (الإنجليزية)
- بيدرو مونيوث على موقع Soccerway.com (الإنجليزية)
- بيدرو مونيوث على موقع AS.com (الإسبانية)